# Konaklı
Konaklı – wioska w Turcji położona w prowincji Erzurum.
Oddalona o około 20 kilometrów od Erzurum. Była miejscem rozgrywania konkurencji alpejskich podczas Zimowej Uniwersjady w 2011 roku w ośrodku narciarskim Konakli Alp Disiplini Kayak Tesisi.
W 2007 roku wioska liczyła sobie 284 mieszkańców. Działa tam szkoła. Funkcjonuje system dostawy wody pitnej, lecz nie ma kanalizacji. Mieszkańcy mają zapewniony dostęp do drogi asfaltowej i sieci elektrycznej. Mieszkańcy wybudowali tutaj również meczet.